# Mary R.P. Hatch
Mary R.P. Hatch (ur. 19 czerwca 1848 w  Stratford w stanie New Hampshire, zm. 28 listopada 1935 w Santa Monica w Kalifornii) – poetka amerykańska, znana także pod pseudonimem Mabel Percy. 
Urodziła się jako Mary Roxanna Platt. Jej rodzicami byli Charles G. i Mary Blake Plattowie. Kształciła się w Lancaster Academy. W 1871 wyszła za Antipasa M. Hatcha. Miała z nim dwóch synów. Wydała między innymi powieść fantastyczną The Missing Man (1892), w której ukazane zostało zjawisko telepatii. 